# Peinaleopolynoe
Peinaleopolynoe — рід багатощетинкових червів родини Polynoidae. Включає 6 видів.

## Опис
Це короткі сегментовані лускаті черви. Тіло складається з 21 сегмента. Зверху вкриті великими ниркоподібними пластинами, що перекриваються. Забарвлення пластин барвисте. З боків видно численні щетинки (хети).

## Спосіб життя
Мешкають на значній глибині на північному сході Тихого океану та Атлантики. Живуть у середовищі, багатому поживними речовинами, наприклад, на трупах китів.

## Види
- Peinaleopolynoe sillardi Desbruyères & Laubier, 1988
- Peinaleopolynoe santacatalina Pettibone, 1993
- Peinaleopolynoe orphanae Hatch & Rouse, 2020
- Peinaleopolynoe elvisi Hatch & Rouse, 2020
- Peinaleopolynoe goffrediae Hatch & Rouse, 2020
- Peinaleopolynoe mineoi Hatch & Rouse, 2020